# 坪井栄孝
坪井 榮孝（つぼい えいたか、1929年3月22日 - 2016年2月9日）は日本の医師。元日本医師会会長、元世界医師会会長。郡山市名誉市民。専門は呼吸器内科（呼吸器がん全般）。叙正三位。

## 人物
福島県郡山市生まれ。旧制安積中学校(現福島県立安積高等学校)を経て、1952年、日本医科大学卒業。1953年に医籍登録。国立がんセンター病院放射線部医長を経て、1970年、福島県郡山市にて坪井診療所を開設する。1974年、慈山会医学研究所を設立し、理事長に就任。同研究所付属坪井病院において地域医療に従事する。2011年6月より財団法人慈山会医学研究所付属坪井病院名誉理事長。
医師会の活動としては福島県医師会役員を経て、1988年より日本医師会常任理事。1992年には副会長、1996年から2004年3月まで、4期8年にわたり日本医師会会長を務める（日本医科大学OBとして初）。2000年10月より1年間、世界医師会会長を務めた。日本人の世界医師会会長就任は、武見太郎以来2人目。
2003年12月、アジア太洋州医師会連合会会長に就任。2004年4月より、財団法人日本医療機能評価機構理事長。
2001年5月、勲一等旭日大綬章、郡山市名誉市民。
2011年3月11日、郡山市内でNHKからの取材を受けている最中に東北地方太平洋沖地震（東日本大震災）が発生した。室内の棚が倒伏するといった地震被害の貴重な様子がテレビカメラに捉えられ、全国的に放映された。
2016年2月9日、死去。86歳没。

## 著書

### 単著
- 『我が医療革命論』（東洋経済新報社、2001年）

### 共著
- （早田義博、鈴木明）『肺癌の間接X線診断』（医学書院、1971年）
- （幸田正孝、高久史麿、三浦文夫）『保健+医療+福祉の現代用語 WIBA〈2001年版〉』（日本医療企画、2001年）
- （田城孝雄）『在宅医療ハンドブック—入院医療から在宅医療へ』（中外医学社、2001年）
- （田城孝雄）『がんの在宅医療』（中外医学社、2002年）
- 『「量子」を語る僧侶と「無限」を畏れる医者—坪井栄孝対談集』（財界21、2003年）